# 掘氏棘金眼鯛
掘氏棘金眼鯛為輻鰭魚綱金眼鯛目金眼鯛亞目金眼鯛科的其中一種，發現於日本、斐濟、新喀里多尼亞海域，棲息深度128-130公尺，體長可達23公分，棲息在中層水域，屬肉食性。

## 擴展閱讀
維基物種上的相關：掘氏棘金眼鯛